# Bill Homeier
Bill Homeier, ameriški dirkač Formule 1, * 31. avgust 1918, Rock Island, Teksas, ZDA, † 5. maj 2001, Houston, Teksas, ZDA.
Bill Homeier je pokojni ameriški dirkač, ki je med letoma 1954 in 1960 sodeloval na ameriški dirki Indianapolis 500, ki je med letoma 1950 in 1960 štela tudi za prvenstvo Formule 1. Najboljši rezultat je dosegel na dirki leta 1960, ko je zasedel trinajsto mesto. Umrl je leta 2001.